# 北疆铁路
北疆铁路（維吾爾語：شىمالىي شىنجاڭ تۆمۈريولى‎，拉丁维文：Shimaliy Shinjang tömüryoli）是自新疆乌鲁木齐市至中哈交界处阿拉山口的一条中国国铁的铁道路线，该线路屬於新亞歐大陸橋兰新铁路中的一段。

## 概要
北疆铁路是从中国东部连云港市至荷兰鹿特丹欧亚大陆桥的一部分，向西连接哈萨克斯坦铁路。全长476公里，是兰新铁路的西延线，全线归乌鲁木齐局集团管辖。轨道间距1435mm、全线共有36个车站。

## 历史

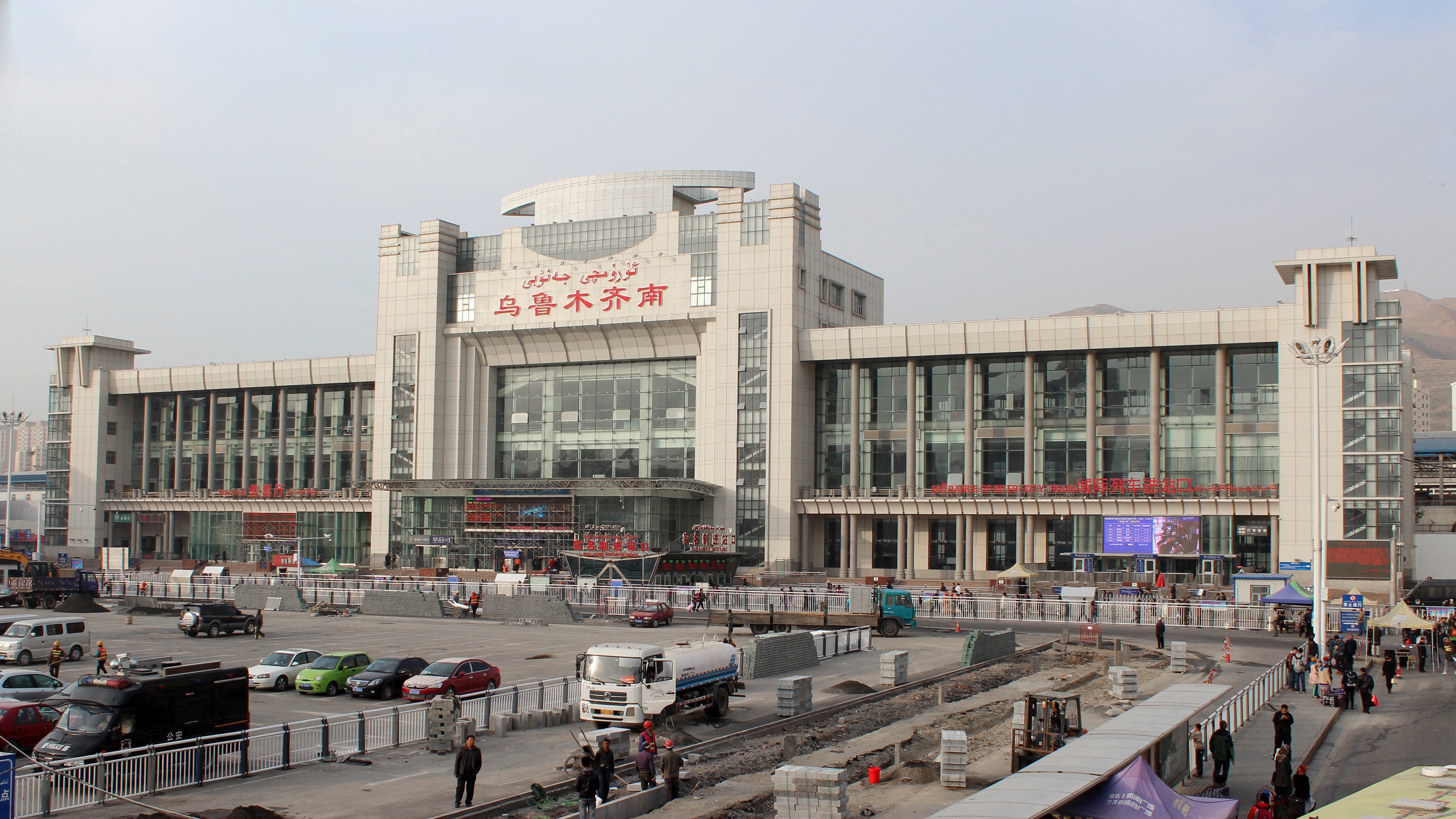
烏魯木齊南站

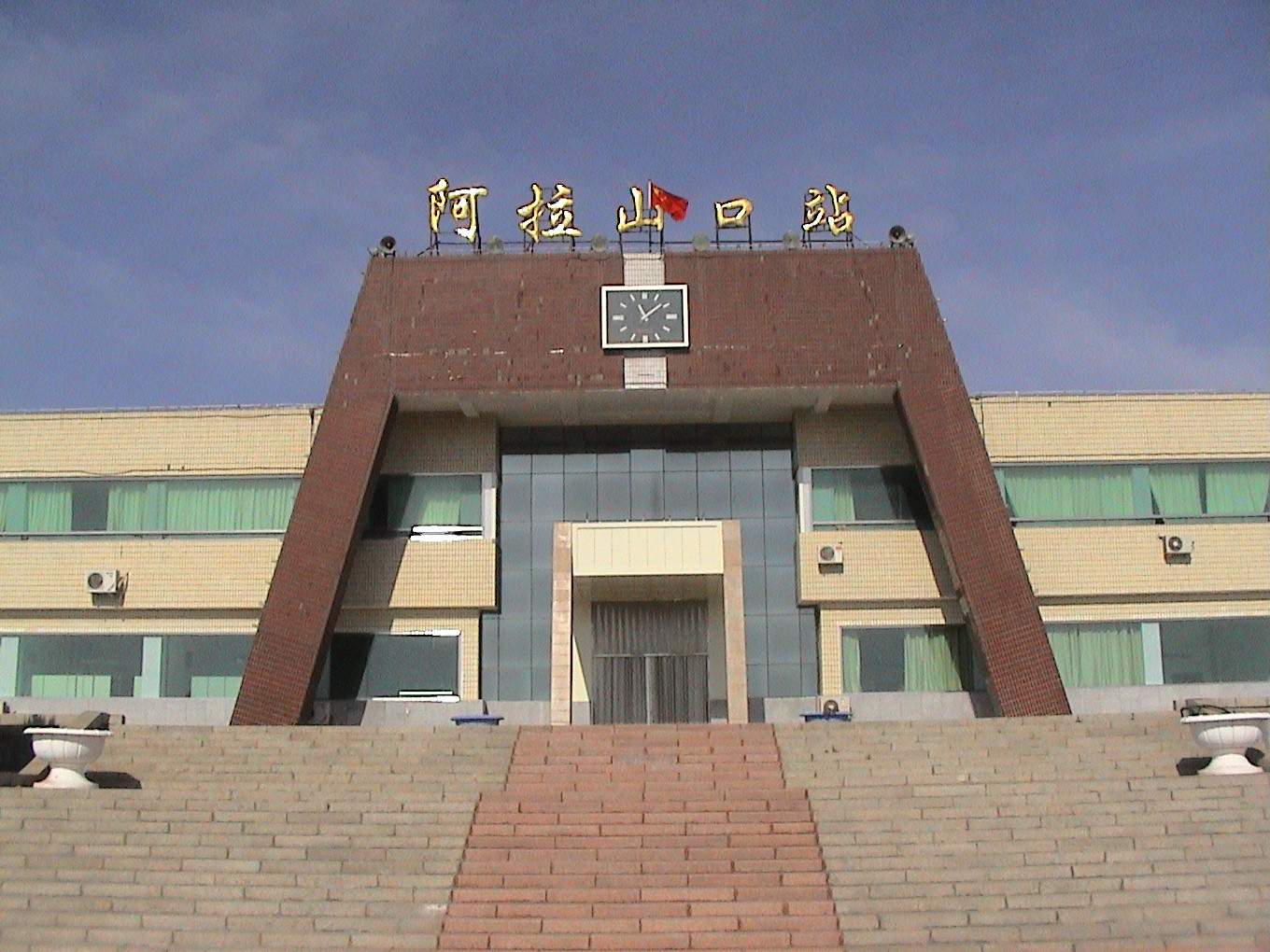
阿拉山口站

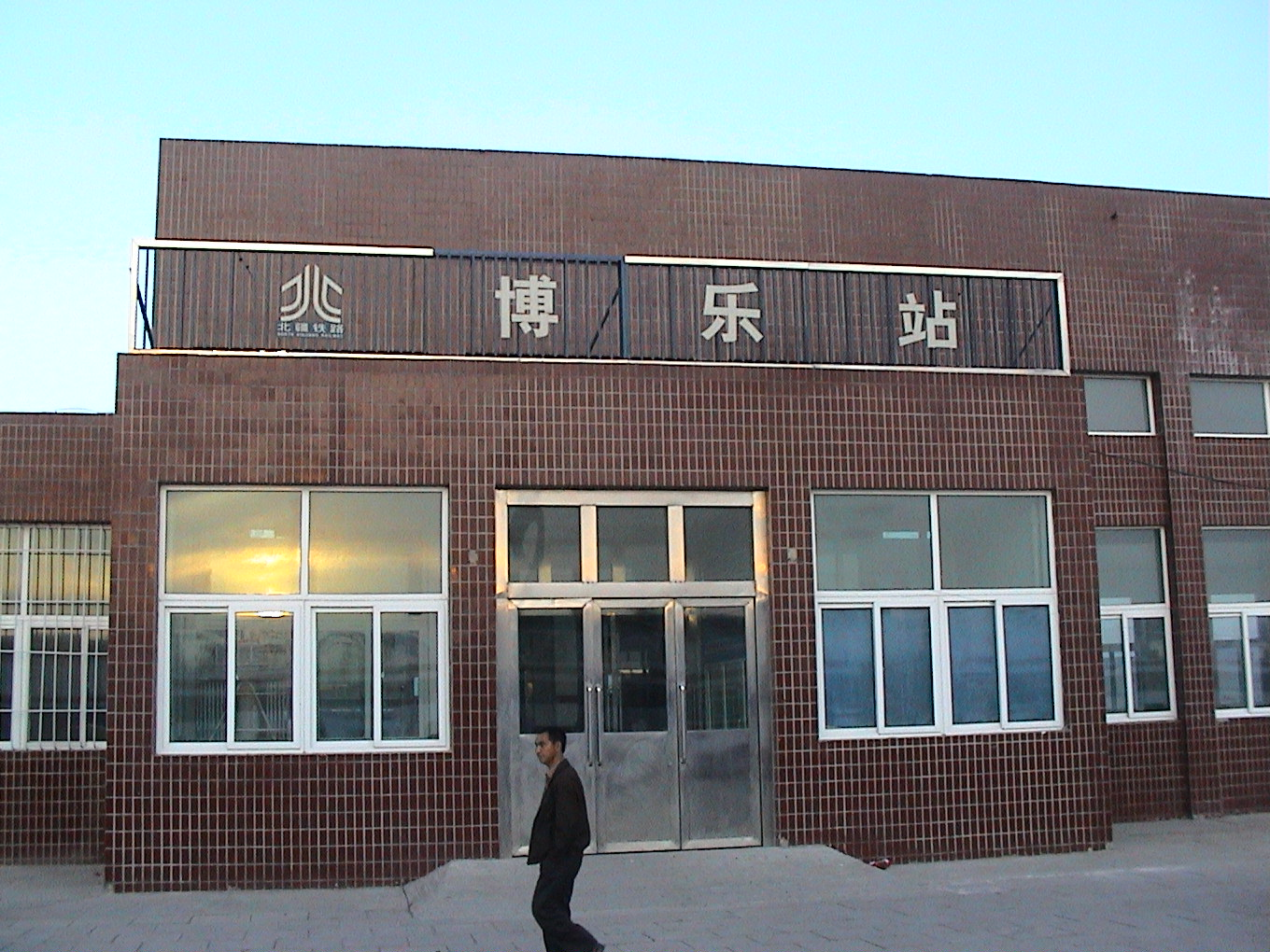
博樂站

1985年5月1日，项目正式开工，建设资金来源于苏联政府的贷款。
1990年9月1日，开通运营。9月12日，阿拉山口至哈萨克斯坦德鲁日巴站之间线路完成对接。
1991年7月20日，开通国际间临时货运车次。1992年6月21日，哈萨克斯坦方面开通阿拉木图至乌鲁木齐的国际旅客运输。1992年10月31日，正式营运，12月1日，正式开始国际运输。1993年4月3日，中国方面开通乌鲁木齐至阿拉木图间的国际旅客运输，同时开通乌鲁木齐至阿拉山口间的国内旅客列车。
2001年5月30日，北疆铁路由北疆铁路公司正式移交铁道部统一管理。
2008年电气化工程开工。2011年9月1日完工，成为中国首条穿越大风区段的电气化铁路。
2022年8月17日，国家发展改革委批复了精河至阿拉山口段增建二线项目可行性研究报告。该项目位于博尔塔拉蒙古自治州境内。起自精河站，途经博乐市、阿拉山口市，接入阿拉山口站，线路全长70公里，铁路等级国铁I级，设计速度120公里/小时，项目总投资34.55亿元。11月30日，精河至阿拉山口段增建二线工程开工建设。
2023年3月20日，精阿段增建二线工程复工。7月13日，工程正式进入铺轨阶段。11月17日，博乐东至阿拉山口区间双线电化开通。11月30日，精河至阿拉山口段增建二线双线电气化开通运营。

## 沿途省份和主要城市
- 新疆维吾尔自治区：乌鲁木齐市、石河子市、奎屯市、乌苏市、博乐市

## 与其它铁路的连接
- 乌鲁木齐南站：兰新铁路东段
- 奎屯站：奎北铁路
- 精河站：精伊霍铁路
- 阿拉山口站：土西铁路多斯特克支线